# Jared Gomes
Paulo Sergio Gomes, detto Jared (Fullerton, 29 febbraio 1964), è un cantante e rapper statunitense, fondatore e cantante del gruppo musicale rap metal Hed P.E.

## Biografia
È nato da genitori originari del Brasile, a loro volta di origini africane e native sudamericane.
Iniziò la sua carriera musicale come cantante del gruppo new wave The Clue, in attività dal 1984 al 1990. In seguito si aggregò ai Live Urban Sexx Tribe, dal 1991 al 1994. Terminata la prima fase di carriera, conobbe il chitarrista Wes Geer, artista della scena hardcore punk di Orange County, con cui formò un gruppo rap metal, assumendo il secondo chitarrista Chizad, il bassista Mawk, il batterista B.C. Vaught e DJ Product 1969. Il primo nome scelto dal gruppo fu "Hed", acronimo di "higher education", ovvero istruzione superiore. Il nuovo gruppo acquisì subito un certo seguito, grazie a diverse esibizioni in alcuni locali rock della contea, ed ebbe la possibilità di pagarsi la produzione del primo extended play, Church of Realities, pubblicato all'epoca. Alcune questioni legali costrinsero gli Hed a cambiare nome, aggiungendo "PE" (Planet Earth). Gomes è stato preso in considerazione per le seguenti esternazioni, relative ai suoi primi anni di carriera: "Avevamo una concezione romantica dell'industria musicale, e credevamo che sarebbe stato divertente essere un gruppo punk prodotto da un'etichetta rap. Riuscimmo a mettere in pratica questo sogno, ma forse è stata la nostra peggiore esperienza. [...] Abbiamo avuto offerte da Sony ed altre grandi etichette, ma le abbiamo rifiutate a favore di quelle decisamente più consistenti della Jive."
Il 27 ottobre 2000, Gomes fu arrestato per possesso di marijuana, durante un'esibizione col suo gruppo a Waterbury (Connecticut). Uscì di prigione dopo aver pagato una cauzione di 1500 dollari. Dopo aver registrato due album per conto di Jive, gli Hed lasciarono l'etichetta e pubblicarono altri dischi in proprio, per poi firmare per la Suburban Noize Records.
Gomes ha ammesso di voler registrare un album solista di genere hip hop, dichiarando "Lo farei volentieri ma ho bisogno di tempo. [...] Devo mettere la testa a posto, e sfruttare il tempo a disposizione in modo saggio, non certo vedendo South Park per otto ore di fila." Nel 2007 Gomes è apparso nel sesto album in studio dei Twiztid, Independents Day, contribuendo vocalmente alla traccia "Weak Shit'z Out". Il cantante aveva avanzato in precedenza l'ipotesi di apparire in album solisti di Shavo Odadjian e James Shaffer, ma i progetti furono subito accantonati.

## Stile e influenze
Lo stile vocale di Gomes comprende canto, rapping e voce death. Il cantante cita come propri ispiratori Bob Marley, Black Sabbath, Rage Against the Machine, Sublime, Sex Pistols, The Clash, Public Image Ltd., The Ramones, Beastie Boys, N.W.A, Tupac Shakur e vari gruppi punk rock, reggae, ska ed heavy metal.

## Complotti
Gomes è un sostenitore del 9/11 truth movement.

## Vita privata
Gomes è sposato, vive in Idaho, e ha un figlio di nome Zion.

## Discografia

### Con gli Hed PE
- Hed PE (1997)
- Broke (2000)
- Blackout (2003)
- Only in Amerika (2004)
- Back 2 Base X (2006)
- Insomnia (2007)
- The D.I.Y. Guys (2008)
- New World Orphans (2009)
- Truth Rising (2010)
- Evolution (2014)
- Forever! (2016)
- Stampede (2019)
- Class of 2020 (2020)
- Sandmine - EP (2021)
- Califas Worldwide (2022)

### Progetti solisti
- Unite EP (March 27, 2012)
- Doomsday Paradise (Single) (2012)

### Apparizioni da artista ospite
- Primer 55 – Set It Off, dall'album Introduction to Mayhem (2000)
- Snot – I Know Where You Are At, dall'album Strait Up (2000)
- Twiztid – Weak Shit'z Out, dall'album Independents Day (2007)
- DJ Muggs – Wikid, dall'album Bass For Your Face (2013)
- Tech N9ne – I Am Everything, dall'album Killer (2008)
- Bloodstepp – Blood Steps Pt. 1, dall'album Bass and Bubblegum (2013)
- Sketchy Waze x HomeTown Criminal – Save Yourself (2013 Breaking Ordinance LP)
- Urban Rebel – Awake (2013)
- December in Red – Hadouken (2014)
- Bloodstepp – Blood Steps (The Complete Saga), dall'album Grand Theft Ufo: Floppy Disk Edition (2014)
- L.S.F. – Firebreather, dall'album Verbally Abusive (2016)
- sQuawk! – The Answer (2017)
- Arhythmia – YOLO (2013 Time No Coming Back LP)

## Singoli
| Anno | Singolo                       | Album                      |
| ---- | ----------------------------- | -------------------------- |
| 2012 | Doomsday Paradise (w/ Hed PE) | Doomsday Paradise (Single) |